# Imaginifer
Imaginifer là quân nhân mang biểu trưng cấp cao trong Quân đội La-mã cổ đại, có vị trí tương đương với Aquilifer. Quân nhân này mang một biểu trưng gọi là imago - hình ảnh ba chiều khuôn mặt của vị Hoàng đế đang trị vì được gò bằng kim loại, gắn trên một cây gậy.
Imaginifer và biểu trưng imago xuất hiện lần đầu tiên dưới vương triều Augustus, khi Hoàng đế được sùng bái và được coi là một bán thần. Sự có mặt của biểu trưng imago trong đội hình tượng trưng cho quyền chỉ huy tối cao của Hoàng đế đối với quân đội, có tác dụng như một lời nhắc nhở rằng họ phải trung thành với ai. Nó luôn đóng một vai trò quan trọng trong mỗi nghi lễ thường niên tuyên thệ trung thành với Hoàng đế.
Mỗi Quân đoàn La-mã có một Imaginifer, luôn phối thuộc với cohors dẫn đầu đội hình Quân đoàn.